# Gnamptodon vlugi
Gnamptodon vlugi är en stekelart som först beskrevs av Van Achterberg 1983.  Gnamptodon vlugi ingår i släktet Gnamptodon och familjen bracksteklar. Arten är reproducerande i Sverige. Inga underarter finns listade i Catalogue of Life.